# Sacred Love
Sacred Love – siódmy solowy album Stinga, wydany w 2003 roku.
Album promowały single: "Send Your Love", "Whenever I Say Your Name" i "Stolen Car (Take Me Dancing)". Piosenka "Whenever I Say Your Name", wykonana w duecie z Mary J. Blige, zdobyła Nagrodę Grammy w kategorii Best Pop Collaboration with Vocals, podczas 46. ceremonii wręczenia nagród.

## Lista utworów
Wszystkie utwory (muzyka i teksty) autorstwa Stinga.
1. "Inside" – 4:46
2. "Send Your Love" (feat. Vicente Amigo) – 4:38
pierwsza zwrotka jest przerobionym fragmentem wiersza Wróżby niewinności Williama Blake’a (zobacz w wikicytatach)
3. "Whenever I Say Your Name" (feat. Mary J. Blige) – 5:25
4. "Dead Man's Rope" – 5:43
5. "Never Coming Home" – 4:58
6. "Stolen Car (Take Me Dancing)" – 3:56
7. "Forget About the Future" – 5:12
8. "This War" – 5:29
9. "The Book of My Life" (feat. Anoushka Shankar) – 6:15
10. "Sacred Love" – 5:43

### Utwory bonusowe
Mimo że lista utworów na oficjalnej stronie Stinga wymienia remiks piosenki "Send Your Love" i koncertową wersję "Shape of My Heart", nie pojawiają się one na wszystkich edycjach.
Zależnie od edycji, zamieszczone były następujące dodatkowe utwory:
- "Send Your Love (Dave Audé Remix)" – 3:15[10][11]

gitara basowa: Danny Dunlap
- "Shape of My Heart" (Live) – 2:18[10][11]

muzyka: Sting & Dominic Miller
nagranie pochodzi z sesji do albumu …All This Time
- "Like a Beautiful Smile" – 4:45[10][11]

w utworze wykorzystano Sonet 18 Williama Szekspira
- "Moon Over Bourbon Street (Cornelius Mix)" – 3:34
- "Stolen Car (Take Me Dancing) (Radio Version)" – 3:44[11]
- "Stolen Car (Take Me Dancing) (B. Recluse Remix) (featuring Twista)" – 3:03

## Wykonawcy
(źródło:)
- Sting: śpiew, gitara basowa, gitara, instrumenty klawiszowe, klarnet turecki
- Kipper: instrumenty klawiszowe, programowanie, śpiew
- Dominic Miller: gitary
- Jason Rebello: fortepian, Fender Rhodes
- Manu Katché: perkusja
- Vinnie Colaiuta: perkusja
- Mary J. Blige: wokal prowadzący w "Whenever I Say Your Name"
- Vicente Amigo: gitara flamenco w "Send Your Love"
- Anoushka Shankar: sitar w "The Book of My Life"
- Rhani Krija: instrumenty perkusyjne[12]
- Jeff Young: organy Hammonda
- Chris Botti: trąbka
- Clark Gayton: puzon
- Christian McBride: kontrabas
- Dave Hartley: aranżacja fortepianu i chóru
- Joy Rose: śpiew i chórki
- Lance Ellington: chórki
- Donna Gardier: chórki
- Katreese Barnes: chórki
- Ada Dyer: chórki
- Aref Durvesh: tabla
- Jacqueline Thomas: wiolonczela
- Levon Minassian: duduk
- Valerie Denys: kastaniety
- Bahija Rhapl: śpiew etniczny
- Chœur de Radio France (chórmistrz – Philip White): śpiew

## Oprawa graficzna
(źródło:)
- Paolo Roversi – fotografie
- Richard Frankel – projekt opakowania/poligrafii (ang. package design)